# Kate Cross
Kathryn Laura Cross (* 3. Oktober 1991 in Manchester, Vereinigtes Königreich) ist eine englische Cricketspielerin, die seit 2013 für die englische Nationalmannschaft spielt.

## Kindheit und Ausbildung
Sie ist Tochter des Fußballers David Cross. Sie begann das Cricketspiel mit 8 Jahren beim Heywood Cricket Club und fand ab dem 13. Lebensjahr Aufnahme in das Seniorenteam von Lancashire. Im Jahr 2006 wurde sie als erste Frau in die Lancashire Academy aufgenommen. Im Mai 2014 graduierte sie an der University of Leeds.

## Aktive Karriere
Cross absolvierte ihr Debüt in der Nationalmannschaft auf der Tour in den West Indies im Oktober 2013, wobei sie ihr erstes WTwenty20 und WODI bestritt. In ihrem zweiten WODI der Serie konnte sie 4 Wickets für 51 Runs erzielen und wurde als Spielerin des Spiels ausgezeichnet. Im Januar 2014 auf der Tour in Australien gab sie auch ihr Debüt im Test Cricket, bei dem sie in beiden Innings 3 Wickets für 35 Runs erreichte. Ebenfalls 3 Wickets gelangen ihr beim Test gegen Indien im August 2014 (3/29 und 3/42). Ihr erstes Five-for konnte sie in Neuseeland im Februar 2015 erzielen, als sie 5 Wickets für 24 Runs im vierten WODI erreichte und als Spielerin des Spiels ausgezeichnet wurde. In der Women’s Big Bash League 2015/16 wurde sie von den Brisbane Heat verpflichtet.
Nach mentalen Problemen zog sie sich ab Mitte 2016 für zwei Jahre aus der Nationalmannschaft zurück. Zurück im Team konnte sie im Dezember 2019 gegen Pakistan in Malaysia im ersten WODI 4 Wickets für 32 Runs erreichen. Im Juni 2021 gegen Indien gelang ihr ein weiteres Five-for, als sie 5 Wickets für 34 Runs im zweiten WODI erzielte und als Spielerin des Spiels ausgezeichnet wurde. In der daran anschließenden Tour gegen Neuseeland erreichte sie in zwei WODIs jeweils 3 Wickets (3/43 und 3/44).